# Setmana de la Ciència a Catalunya
La setmana de la ciència a Catalunya és un programa col·lectiu d'activitats, incloent més de 300 actes de divulgació del coneixement científic arreu Catalunya, organitzada per l'FCRI. Implica prop de 150 entitats del sistema de recerca: universitats, centres de recerca, museus, associacions i empreses.
Té com a objectius oferir a la societat, especialment al jovent, fórmules originals i properes de transmissió del coneixement científic que estimulin futures vocacions científiques. Alhora, catalitzar l'esforç en divulgació científica de tot el sistema català de recerca. Una de les activitats més destacades que se celebren en el marc de la setmana de la ciència és el dia de la ciència a les escoles.
La primera edició de la Setmana de la Ciència a Catalunya, iniciativa pionera a Espanya, va tenir lloc el 1996. S'han celebrat des d'aleshores vint-i-cinc edicions gràcies a la col·laboració d'un nombre cada cop més gran de diferents institucions, entitats i associacions catalanes.